# Kniajikha (Nijni Nóvgorod)
|  | Per a altres significats, vegeu «Kniajikha». |

Kniajikha (en rus: Княжиха) és un poble de l'óblast de Nijni Nóvgorod, a Rússia, segons el cens del 2010 tenia 350 habitants, pertany al municipi de Tenekàievo.